# Licenziamento
Il licenziamento, nel diritto del lavoro, è un istituto giuridico con cui si mette fine ad un rapporto di lavoro. Si contrappone al recesso unilaterale dal contratto di lavoro da parte del lavoratore dipendente, detto dimissioni.

## Descrizione
La disciplina giuridica del licenziamento deve affrontare due esigenze contrastanti: da un lato, quella del lavoratore di stabilità del reddito derivante dal rapporto di lavoro, quale fonte di sostentamento suo e della sua famiglia; dall'altro, quella del datore di lavoro e, in particolare, dell'impresa di flessibilità nell'impiego della forza lavoro sotto l'aspetto quantitativo e qualitativo. La prima esigenza porta a limitare la libertà di licenziamento, sia sul piano sostanziale (delimitando, ad esempio, i casi in cui il licenziamento è consentito) che su quello formale (subordinandone la validità al rispetto di determinate forme e procedure); la seconda, al contrario, spinge verso la più ampia libertà di licenziamento. Alcuni ordinamenti, come quello italiano, prevedono che il giudice possa imporre la reintegrazione, su richiesta del lavoratore, anche se il datore propone un accordo di tipo economico. L'esecutività forzata della sentenza avviene per questioni giuridiche, per assicurare l'esercizio del diritto al lavoro. Il diritto, concetto giuridico radicalmente diverso da una tutela, prevede che, in caso di violazione di questo, lo Stato assicuri l'esercizio, e il ripristino delle condizioni iniziali, nelle quali eventualmente il diritto era esercitato. Un licenziamento ingiutificato è un atto nullo ab origine, del quale la giurisprudenza annulla tutti gli effetti successivi come la perdita del posto di lavoro.
Negli ordinamenti contemporanei, di solito, la libertà di licenziamento non è assoluta ma sottoposta a limitazioni più o meno incisive, tenuto anche conto che il lavoratore è ritenuto la parte debole del contratto di lavoro. Inoltre, alcune categorie di lavoratori possono godere di più intensa tutela contro il licenziamento: è il caso, in molti ordinamenti, dei dipendenti pubblici o, per lo meno, di alcune categorie di essi, come i funzionari della pubblica amministrazione (negli ordinamenti che li distinguono dagli altri dipendenti) o i magistrati. Vari ordinamenti prevedono la possibilità, a scelta del datore, di sostituire la reintegrazione nel posto di lavoro con un indennizzo economico. Il giudice può ordinare la reintegrazione nel posto di lavoro, ma si tratta di una mera formalità che il datore può ugualmente non eseguire. A favore del lavoratore esiste una tutela derivante da un indennizzo pari a un certo numero di mensilità, e al sussidio di disoccupazione. Chi sostiene la libera recedibilità, porta come argomento il fatto che gran parte di licenziamenti si risolverebbe comunque con una transazione economica, e solo una minima parte chiederebbe la reintegrazione. Generalmente il lavoratore viene considerato "parte debole" solamente per il diritto, ma non di fatto, sostenendo che competenze e esperienze significative e non le tutele legali sarebbero la vera protezione dei lavoratori, che verrebbero ad avere un potere contrattuale e un rapporto paritetico col datore, che non giustificherebbe quindi una speciale protezione giuridica, tuttavia in molti stati del mondo sono previsti alcuni istituti per tutelare i lavoratori licenziati e disoccupati, come ad esempio le indennità di disoccupazione.
Le norme sul licenziamento individuale hanno la funzione di impedire al datore, se non c'è una giusta causa dovuta alla condotta del lavoratore, la libertà di scegliere i nominativi delle persone da licenziare, determinando per legge o con accordi sindacali dei criteri oggettivi e comuni per l'identificazione delle risorse da licenziare. Questa norma è stata introdotta storicamente per evitare la discriminazione e il licenziamento dei lavoratori che esercitavano attività politica e sindacale nei luoghi di lavoro (ovvero all'esterno).
Negli ordinamenti giuridici sono poste limitazioni al licenziamento collettivo, che ad esempio è consentito ad aziende che rispondono a indicatori di bilancio che evidenziano una situazione di oggettiva difficoltà economica e finanziaria. Ciò avviene allo scopo di impedire i licenziamenti collettivi ad un'azienda con utili e quota di mercato in crescita, e il cosiddetto licenziamento di Borsa, dove all'annuncio del taglio del costo del lavoro e maggiori profitti corrisponde un aumento del valore delle azioni quotate in Borsa e detenute dagli stessi manager.

### Il licenziamento illegittimo
Diversamente dagli ordinamenti europei continentali, nel diritto statunitense non è prevista la reintegrazione nel posto di lavoro. Il lavoratore illegittimamente licenziato può, al più, ottenere un adeguato risarcimento in sede giudiziale. Avanti al giudice si può agire tanto con un'azione in tort quanto per inadempimento contrattuale (breach of contract), chiedendo il risarcimento del danno tanto patrimoniale che non patrimoniale (danno morale, danni "punitivi").
Nel caso della azione in tort, è frequente che il dipendente sollevi in giudizio l'eccezione di ordine pubblico, sostenendo di essere stato licenziato in violazione di una regola generale di ordine pubblico (ad es. per rappresaglia a seguito dell'esercizio di un suo diritto, o della denuncia di un'attività aziendale illecita, o per il rifiuto a commettere un reato nell'esercizio delle sue mansioni).
Nel caso di azione per inadempimento contrattuale, il lavoratore deve dimostrare che il recesso datoriale costituisce una violazione di una clausola del contratto ovvero del principio generale di correttezza e buona fede (good faith and fair dealing).

## Nel mondo
La Carta di Nizza afferma come principio generale il divieto di licenziamento senza giusta causa o giustificato motivo, cui devono attenersi tutti gli Stati membri (art. 30). Inoltre, prevede il dovere degli Stati membri dell'Unione di "promuovere l'applicazione e rendere effettivo l'esercizio dei diritti" (art. 51,1) sociali, nonché il dovere di tutelare "l'indipendenza del Giudice" (art.47).
Il diritto alla tutela contro licenziamenti ingiustificati è ripreso nella Costituzione Europea (Titolo II, art. 30), in particolare in caso di maternità (Titolo II, art. 33). La reintegrazione è prevista in tutti gli ordinamenti come rimedio ad un licenziamento illegittimo, ad eccezione della Svizzera.
Durante la vertenza giudiziaria, in generale o su ricorso d'urgenza del licenziato, l'atto di licenziamento viene sospeso e il lavoratore conserva il diritto alla retribuzione mensile e a recarsi nel posto di lavoro a prestare la propria attività. Non è previsto il caso di temporaneo pagamento della retribuzione, in assenza dal luogo di lavoro, da restituire se il giudice conferma il licenziamento impugnato. In altri ordinamenti, il licenziamento resta efficace durante il contenzioso, per cui è sospeso il rapporto di lavoro e non viene pagata la retribuzione mensile. Al lavoratore viene corrisposta la retribuzione maturata fra il licenziamento e la conclusione legale del caso, solo dopo la decisione favorevole del giudice. In alcuni ordinamenti l'ordine di reintegro è obbligatorio per legge (Italia, Grecia, Portogallo, Austria, Svezia, Danimarca), o a seguito di giurisprudenza degli organi giudiziari (Germania). In altri (Spagna, in Germania salvo diverso orientamento delle Corti Federali), la legge prevede esplicitamente che il datore può opporre all'ordine di reintegro un rifiuto scritto e motivato, a seguito del quale il giudice dispone un'indennità di mancato reintegro, aggiuntiva all'indennità in base all'anzianità di servizio. Tale situazione equivale nei Paesi in cui la prassi o la legge escludono l'esecuzione forzata se il datore nega il reintegro (Svezia, Regno Unito).
L'ammontare complessivo delle indennità varia significativamente. In tutti gli ordinamenti è previsto un preavviso o indennità sostitutiva, e, se non avviene il reintegro, il pagamento di un'indennità in base all'anzianità di servizio. In Svizzera, l'indennità a seguito di sentenza sostituisce il mancato preavviso.
Il giudice impone il pagamento delle retribuzioni arretrate tra la data di licenziamento e quella di reintegrazione, il mancato preavviso, può imporre il risarcimento del danno patito dal lavoratore; oltre a una quarta indennità, qualora il datore non rispetti l'ordine di reintegrazione, ovvero abbia per legge facoltà di scelta tra la reintegrazione e il pagamento di un'indennità, e opti in tal senso. In generale, non sono previsti massimali a priori per la quantificazione e risarcimento del danno patito, e in caso di licenziamento discriminatorio.
L'indennità in base all'anzianità di servizio include il pagamento degli arretrati fra il licenziamento e la sentenza (tranne in Italia, Svezia, Germania, Spagna, Grecia, Portogallo). Alcuni Paesi prevedono per legge un massimo di mensilità che il giudice non può derogare, inclusivo di tutte le forme di danno seguenti il licenziamento; alcuni un'indennità aggiuntiva solo per mancato reintegro, in altri il risarcimento del danno è computabile e di prassi anche con la reintegrazione (Germania, Italia, Grecia, Portogallo), in particolare per il licenziamento discriminatorio.

### Cina
Nel 2008, in Cina è stata varata una prima riforma del mercato del lavoro che introduce l'obbligo della forma scritta nei contratti di lavoro, una liquidazione di fine rapporto, l'illegittimità del licenziamento senza giusta causa.

### Francia
La legge sulla modernizzazione sociale del governo Jospin ha modificato a Gennaio 2002 la disciplina del licenziamento collettivo. La norma vieta il cosiddetto "licenziamento di borsa" per compensare una perdita operativa con un taglio dei posti di lavoro e mantenere gli utili attuali, ovvero per aumentare profitti e dividendi e ottenere un rialzo delle azioni della società.
Il licenziamento collettivo è consentito solo in caso di "serie difficoltà che non hanno potuto essere superate", o in quello di "mutazioni tecnologiche, che l'azienda deve dimostrare, soltanto dopo aver introdotto una riduzione dell'orario collettivo fino a un massimo di 35 ore ("emendamento Michelin"). Nelle aziende con più di 100 dipendenti, i Consigli di Fabbrica hanno obbligo di informativa e diritto di veto con carattere sospensivo delle decisioni della direzione.
Il "Code du travail" stabilisce che il licenziamento individuale deve essere basato su fondate e valide ragioni, va comunicato per iscritto e va preceduto da un mese di preavviso. Il reintegro nel posto di lavoro in caso di licenziamento illegittimo può essere imposto in forma obbligatoria solo nel caso di licenziamento discriminatorio, violazione di diritti fondamentali e di "libertà pubbliche", altrimenti il datore può optare per un'indennità in denaro concordata tra le parti.
L'Indennità compensativa per un minimo di sei mensilità (in alcuni casi fino a 24 e più) per i dipendenti con almeno due anni di anzianità e assunti da imprese con più di 11 addetti. Il giudice può imporre un'indennità in base al danno subito.
Non esiste un tetto predeterminato al numero massimo di mensilità di retribuzione che il datore può essere condannato a pagare, lasciando la legge completa discrezionalità al giudice del lavoro: uno dei punti caratterizzanti della riforma Valls-Hollande, poi ritirato davanti alle proteste di studenti e sindacati nel Maggio 2016, era appunto òa fissazione di un massimo da 3 a 15 mensilità di retribuzione per l'indennità di licenziamento.
Il licenziamento per ragioni economiche è subordinato all'andamento non del singolo impianto produttivo francese, ma dell'intero gruppo che permette il varo di piani di ristrutturazione con il taglio degli organici. La riforma Valls-Hollande fissa per la prima volta parametri univoci di bilancio che consentono all'impresa di procedere: un calo dei ricavi per almeno un trimestre nelle imprese fino a 11 dipendenti, di due trimestri consecutivi per quelle da 11 a 50 a addetti, di tre da 50 a 300 e di quattro trimestri oltre 300 lavoratori; è obbligatorio l'accordo aziendale coi sindacati che rappresentano almeno il 30% dei consensi, e il referendum dei lavoratori, senza la possibilità di veto dei sindacati che rappresentano il 50% dei consensi, dopodiché l'accordo è vincolante e chi si oppone può essere licenziato per ragioni economiche e non individuali..
Viene stabilito il primato degli accordi aziendali in deroga in pejus a quelli di categoria, in materia di orario di lavoro e retribuzioni.

### Germania
In Germania, è necessaria una giusta causa di recesso, ovvero urgenti ragioni economiche dell'impresa. La giusta causa si applica alle aziende con più di 10 addetti (erano 5 prima della riforma del 2004 da parte del Governo Schroeder).

Il lavoratore ha tempo 3 settimane per impugnare il licenziamento. È previsto il reintegro del lavoratore, ma il giudice ha la facoltà di verificare caso per caso che questo sia compatibile con gli equilibri economici e sociali dell'impresa. Una particolare tutela è riservata alle donne in gravidanza, personale in malattia o con gravi disabilità, chi svolge attività politica o sindacale, chi in azienda ricopre incarichi di responsabile della sicurezza oppure dell'inquinamento e normative ambientali.
Il Consiglio di Fabbrica deve essere consultato prima del licenziamento a pena di nullità, ha il potere di sospendere o annullare il licenziamento. Il lavoratore ha poi tre settimane di tempo per presentare ricorso. Il tempo medio di una causa di lavoro è di pochi mesi, il giudice può ordinare la reintegrazione, che il datore può rifiutare optando per una maggiore indennità. Il sindacato tramite il Consiglio di Sorveglianza svolge attività di indirizzo e controllo della gestione aziendale, e quindi pure un'azione preventiva in materia di licenziamenti collettivi.

### Spagna
Il governo di Mariano Rajoy ha introdotto del licenziamento per motivi economici o senza giusta causa. La riforma facilita il licenziamento per motivi economici, con pagamento di un indennizzo di 20 giorni per ogni anno di anzianità (45 prima della riforma), nel caso in cui la riduzione del livello di entrate o di vendite dell'azienda si verifichi per almeno tre trimestri consecutivi, fino ad un massimo di 30 mensilità (42 prima della riforma).

### Danimarca
Nel 1981 l'Accordo fondamentale (un accordo interconfederale tra sindacato e imprese) prevede la possibilità, per il collegio arbitrale, di disporre la reintegrazione nel posto di lavoro a fronte di licenziamento ingiustificato. Prevalgono le delle soluzioni risarcitorie.

### Svezia
La legge risale al 1974, e richiede l'esistenza di un giustificato motivo per legittimare un licenziamento.
Se l'imprenditore nega il reintegro, oltre alle sanzioni citate, deve corrispondere un'indennità che varia da 16 a 48 mensilità a seconda dell'età e dell'anzianità di servizio. Il giudice può imporre il reintegro o il risarcimento dei danni, più il pagamento delle retribuzioni arretrate dal licenziamento alla conclusione del caso.

### Italia
Il licenziamento può essere di due tipi, licenziamento individuale oppure licenziamento collettivo. Contro il licenziamento illegittimo è prevista in ogni caso la tutela c.d. "obbligatoria" e, nei casi più gravi, la tutela c.d. "reale".
La tutela obbligatoria contempla, in favore del lavoratore licenziato illegittimamente, il pagamento di una somma di denaro secondo le disposizioni di legge applicabili al caso concreto. Per esempio, qualora il lavoratore fosse licenziato per motivi oggettivi o soggettivi, incongrui o comunque non sufficienti a determinare la soppressione della sua posizione lavorativa, il Giudice sarebbe tenuto a condannare il datore di lavoro al pagamento di una indennità predeterminata nel minimo e nel massimo in suo favore, secondo le previsioni della legge applicabile al caso concreto (esistono tutele standardizzate più forti di altre e, principalmente, il discrimine è dettato dalla dimensione occupazionale dell'azienda che ha operato il recesso, oltre che dal tipo di violazione accertata).
La tutela reale, invece, consente al lavoratore di recuperare il posto di lavoro, con obbligo del datore di lavoro di reinserirlo in azienda. Questo è il caso, per esempio, del licenziamento nullo per espressa previsione di legge o di quello intimato per ritorsione o, anche, per motivi illeciti ai sensi dell'art. 1345 cc. Nei casi di reintegra nel posto di lavoro, il lavoratore è indennizzato (nei casi meno gravi), talvolta risarcito integralmente, mediante condanna del datore di lavoro anche al pagamento di una somma di denaro e (talvolta) al versamento dei contributi previdenziali per tutto il periodo di illegittimo recesso.
Secondo alcune sentenza della Suprema Corte di Cassazione (la 15822/2002 e 10549/2007), i cittadini italiani impiegati negli USA da aziende italiane sono protetti, contro i licenziamenti "ad nutum",  licenziata una donna per aver risposto male a un suo superiore in questo caso il sindaco questo viene attraverso la norma dell'art. 18 dello statuto dei lavoratori. Il principio deriva dalla manifesta contrarietà della legge statunitense all'ordine pubblico italiano, nella parte in cui non prevede tutela contro il licenziamento ingiustificato.

### Regno Unito
Il licenziamento è disciplinato dal Employment Protection Consolidation Act del 1978. Nelle aziende di qualsiasi dimensione, con il vincolo di almeno un anno di anzianità di servizio, il giudice può disporre la reintegrazione del lavoratore nel posto precedente il licenziamento (reinstatement), ovvero in un posto diverso e comparabile (reengagement), a parità di retribuzione.
Si applica una sanzione di tipo risarcitorio solo in via residuale, nei casi in cui la reintegrazione non è praticabile, oppure il lavoratore ha un concorso di colpa nel licenziamento.
L'indennità può comprendere più elementi: un rimborso base (a partire da 6.600 sterline); un importo compensatorio (da 12.000 sterline); importi speciali. Non ci sono limiti in presenza di discriminazioni per sesso, razza o handicap.

### Olanda
Caso unico in Europa, la facoltà del datore di licenziare è subordinata all'autorizzazione preventiva da parte di un'autorità pubblica amministrativa.

### Svizzera
Entrambe le parti posso recedere da un contratto di lavoro a tempo indeterminato, rispettando il termine di preavviso.
Qualora tale termine non sia stabilito contrattualmente, trovano applicazione i termini legali stabiliti dal Codice delle obbligazioni:
- un mese entro il primo anno di lavoro
- due mesi nel periodo compreso tra il secondo e il nono anno di lavoro
- tre mesi dal decimo anno in poi

In presenza di gravi motivi che rendono impossibile la prosecuzione del rapporto, è possibile licenziare senza alcun preavviso. Il licenziamento in tronco può trovare applicazione, ad esempio, nelle ipotesi di rifiuto ad eseguire le prestazioni o di grave reato in danno al datore di lavoro.
La legge svizzera prevede delle ipotesi in cui il licenziamento non può essere comminato:
- lavoratore assente dal lavoro per servizio militare, per tutta la durata del servizio. Se il servizio è destinato a protrarsi per più di undici giorni, vige il divieto di licenziamento anche nelle quattro settimane precedenti e successive all'inizio dell'assenza.
- lavoratore assente per malattia o infortunio, per una durata variabile in relazione all'anzianità di servizio (30 giorni per il primo anno, novanta giorni dal secondo al quinto anno, 180 giorni dal sesto anno in poi).
- lavoratrice in gravidanza, per tutto il periodo e per le sedici settimane successive alla nascita
- lavoratore in missione all'estero, qualora ordinata da un'autorità federale con il consenso del datore di lavoro

Il licenziamento intimato durante le ferie è invece valido, ma diviene efficace, anche ai fini del computo del preavviso, solo dal momento del rientro del lavoratore in azienda.

### Stati Uniti d'America
In linea generale, negli Stati Uniti vige il principio della libertà di licenziamento: il datore può risolvere il rapporto senza la necessità di motivazione ed in qualsiasi momento (licenziamento "at will", corrispondente alla formula latina "ad nutum"). Forme di stabilità del rapporto sono previste solo per poche tipologie di rapporto di lavoro, tendenzialmente collegate all'area del pubblico impiego. Negli ultimi decenni sono tuttavia emersi vari limiti alla possibilità di licenziare, introdotti attraverso numerosi interventi legislativi, sia federali che statali, dettati a garanzia di alcuni rilevanti diritti dei lavoratori. Molti stati hanno introdotto il divieto di licenziare durante il servizio militare, o in conseguenza dell'assenza del lavoratore chiamato a far parte di una giuria popolare (limiti definiti "public policy exceptions", cioè eccezioni di ordine pubblico).
Tanto leggi federali che leggi statali stabiliscono la illegittimità del licenziamento intimato come rappresaglia a fronte dell'esercizio, giudiziale o stragiudiziale, di diritti riconosciuti dall'ordinamento (previsti, ad esempio, dal Family and Medical Leave Act o dall'Occupational Safety and Health Act) oppure in seguito a denunce da parte del dipendente di violazioni di legge compiute dall'azienda (cosiddette "Whistler-blower laws"). Ulteriori limiti all'esercizio del licenziamento derivano dai divieti di discriminazione per motivi religiosi, razziali o di salute. La legge statale più restrittiva è quella in vigore dal 1993 in Montana ("Wrongful Discharge From Employment Act"), che considera illegittimo il licenziamento comminato in assenza di una giusta causa (good cause) o come conseguenza del rifiuto del dipendente di infrangere - su ordine del datore di lavoro - norme di ordine pubblico.